# Robin Plackett
Robin Lewis Plackett (3 septembre 1920 – 23 juin 2009) est un statisticien britannique, connu pour ses contributions à l'histoire des statistiques et à la conception expérimentale, notamment les plans de Plackett–Burman (en).
Il est le premier professeur de statistiques à l'université de Newcastle upon Tyne et il occupe ce poste jusqu'à sa retraite en 1983. En 1987, la Royal Statistical Society lui décerne la médaille Guy en or, après lui avoir décerné la médaille de bronze en 1968 et la médaille d'argent en 1973.

## Publications
Il est l'auteur de plusieurs livres sur les statistiques, dont Principles of Regression Analysis  (1960), L$The Analysis of Categorical Data (1974) et An Introduction to the Interpretation of Quantal Responses in Biology (1979, avec P. S. Hewlett).
- Plackett, R. L. Principles of Regression Analysis. Londres: Oxford at the Clarendon Press, 1960
- Plackett R. L. The analysis of categorical data.  Londres: Griffin, 1974  (ISBN 0852642288)
- Plackett R. L.&  Hewlett P, S. An Introduction to the Interpretation of Quantal Responses in Biology  Baltimore: University Park Press, 1979  (ISBN 978-0839113867)
- Student a statistical biography of William Sealy Gosset
- Studies in the history of statistics and probability